# Тёка
Тёка (яп. 長歌 тё:ка, «длинная песня»), также «нагаута» — жанр японской поэзии, противопоставляемый короткой танке из пяти строк, строящейся на принципе чередования строк в 5-7-5-7-7 слогов. Принцип построения стихотворения-тёка такой же, как и в танка, однако её размер практически не ограничен (до 50 стихов и более). Песня заключается двумя семисложными строками.
А. Е. Глускина в статье «Поэзия заката древности и ранней зари средневековья» так определяет этот жанр:
Из 4516 песен «Манъёсю» можно выделить 57 сэдока, 265 нагаута и 4194 танка.

Метрически все эти поэтические жанры строятся на чередовании определенного количества слогов. В тёка, или нагаута, свободно чередуются пяти-и семисложные стихи, образующие двенадцатислоговые звенья, выраженные двумя строками и закрепленные в конце добавочной строкой по семи слогов. Для тёка, или нагаута, более позднего периода характерно наличие ханка, или каэси-ута, — своеобразного припева, или рефрена, в виде примыкающей к тёка танка — пятистишия, передающего основную мысль или главный эмоциональныйакцент «длинной песни»; иногда это просто отклик на содержание тёка, порой даже в виде ответа от другого лица. Последнее, видимо, отражает перекличку женского и мужского хора в обрядовых хороводах. Каэси-ута может быть несколько и разных по характеру, но чаще всего бывает одна или две. 
Вот пример тёки из «Манъёсю» с припевом каэси-ута добавленным в конце :
17

Песня, сложенная принцессой Нукада во время её отъезда в провинцию Оми

Сладкое вино святое,

Что богам подносят люди…

Горы Мива!

Не сводя очей с вершины,

Буду я идти, любуясь,

До тех пор, пока дороги,

Громоздя извилин груды,

Видеть вас ещё позволят,

До тех пор, пока не скроют

От очей вас горы Нара

В дивной зелени деревьев.

О, как часто, О, как часто

Я оглядываться буду,

Чтобы вами любоваться!

И ужель в минуты эти,

Не имея вовсе сердца,

Облака вас спрятать могут

От очей моих навеки?

18

Каэси-ута

Горы Мива!

Неужели скроетесь теперь навеки?

О, когда бы в небе этом

Облака имели сердце,

Разве скрыли б вас от взора?
(перевод. А. Е. Глускиной)